# ハンス・ニールセン・ハウゲ

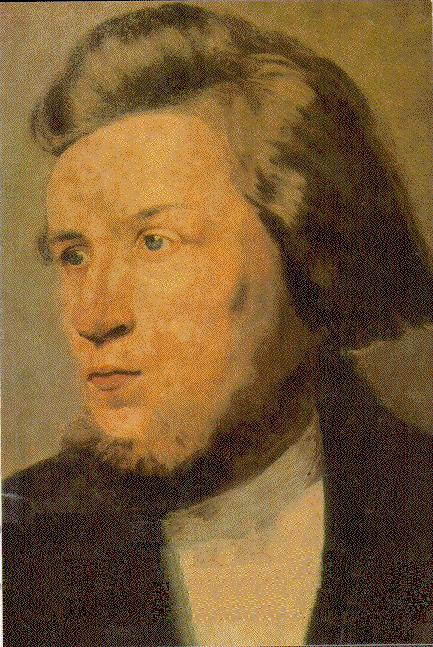
ハンス・ニールセン・ハウゲ（1771-1824）

ハンス・ニールセン・ハウゲ（Hans Nielsen Hauge, 1771年4月3日 - 1824年3月29日 ）は、デンマーク＝ノルウェー（現ノルウェー）のリバイバリスト（revivalist）、信徒説教者（巡回伝道者）、ノルウェー・ルーテル伝道会（NLM）の創立者である。1796年から1804年のノルウェー・リバイバル（信仰復興）の指導者として知られ、この時に起こった霊的覚醒運動はハウゲ運動と呼ばれている。また、後年は実業家としても活躍した。

## 生涯

### 生い立ち
ハンス・ニールセン・ハウゲは、1771年、オスロの南から約90kmのところにあるトゥーネで生まれた。8人兄弟姉妹のうちの4番目の子であった。両親は貧しいながらも信仰深い農家であり、正統的なルーテル教会の信者として慎ましく暮らしていた。

### 国内の教会情勢
当時、デンマーク＝ノルウェーの国教はルーテル教会であった。そして国民には信教の自由は保障されていなかった。ルーテル教会の教え・信仰告白は国家にとって大事な基礎であるとして、国民がその教えから逸脱することは許されず、国教に反することは犯罪行為であった。特に1741年にデンマーク＝ノルウェーで制定された「小集会に関する法律」においては、家庭集会も全て牧師の監督下におくこと、平信徒の説教も牧師の立ち合いなしには認めないことが記されており、信徒伝道者が各地を回って集会を開くことも犯罪とみなしていた。
しかし一方で、18世紀初めごろからデンマーク＝ノルウェー国王が敬虔主義の教えを奨励しており、国王クリスチャン6世は敬虔主義的な宮廷牧師エーリック・ポントピダンに759条の教理問答書を作成させ、広く国民に敬虔主義的なルーテル教会の教えを広めていた。この敬虔主義的な思想においては、家庭集会実施の推奨、信徒が聖書を読むことに重点を置くこと、そして信徒がルターの万人祭司の教えに従って自発的に活動すべきことなどが強調されていた。
したがって、当時のデンマーク＝ノルウェーでは、国教としてのルーテル教会が国民信徒の活動を制限するという側面と、そのルーテル教会が国民信徒に広めている教えが実際は敬虔主義的なものであったという側面が、相矛盾するような形で同居している状態であった。そして、ちょうどそのような国家・教会情勢のなか、ハウゲがデンマーク＝ノルウェーの地に生まれてきたのであり、この国内情勢が後々、ハウゲの活動にとって障害となっていった。

### 青年時代
ハウゲは幼いときから既に信仰熱心で、いつも一人で聖書やキリスト教の本を読んでいた。青年になってもハウゲの信仰は変わらなかったものの、神の愛を感じられず、自らに真の謙遜の気持ちが足りないとも気づき始め、自分が救われるという実感を持てないでいた。また当時の友人たちは、ハウゲが宗教的に厳格であることと、彼が感情に起伏のある性格であることに戸惑いを抱いていた。そのためハウゲは答えの出ない生活に悶々としており、両親の反対を押し切って彼は1795年に都市フレドリクスタに出ていき、肉屋で半年間働いたこともあったが、すぐに故郷の実家へ帰ってしまった。

### 回心
ハウゲは実家に帰ってからは父の農場の手伝いをしながら暮らしていたが、1796年4月5日、農場で働きながら讃美歌を歌っていたところ、彼に回心が突如起こった。自らの魂が身体から離れて、天高く上がってしまったかのように感じる、霊的な体験であったとハウゲ本人は後に自伝に書き記しているが、この出来事を通じて彼は神の栄光のもとに悔い改め、新しく生まれ変わったと感じた。
しかし若いころのハウゲは、この回心の体験について、人に好んで語らなかった。それは彼が恍惚状態であったことについて人から馬鹿にされるのを嫌がったからという理由もあったが、何よりハウゲ自身が過度の感情的感覚・現象について批判的であったことも影響している。ハウゲは、自分の宗教経験を絶対的な基準にするのではなく、現実に神と共に生きるこの生活を、信徒たちと分かち合わなければならないと考えた。

### 信徒伝道
ハウゲは回心するとともに、国中の人々に回心すべきことを訴える召命を受けたように感じた。当初、ハウゲは「私のような農夫の子ではなく、牧師やもっと偉い方が人々に回心を訴えて活動すべきだ」と考え、召命の責任を手元から除いてくれるよう神に祈ったりもしたが、神からは「ただ忍耐して人々に伝道すべきこと」、「ハウゲを迫害する者たちに打ち勝つ力と知恵をお前に授ける」といった回答があったように感じられたため、ハウゲは意を決して伝道を開始した。
ハウゲはまず家族に伝道を行った。家族のうち母親だけは、豹変したハウゲの言動に最初戸惑ったものの、すぐに家族全員が回心した。その後、ハウゲは身近な人々に一人ずつ、一対一の対話で回心を勧めていき、活動の輪を広げていった。説教においては感情に訴えることなく、ただ単純に悔い改めを促して、淡々と述べるだけのハウゲであったが、人々は涙して彼に従うようになった。ハウゲはこの時、たしかに神からの力が自分たちを支えていると確信したという。ハウゲと支持者たちから見れば、当時の牧師たちは形式的にキリストの教えを語り、儀式を執り行っているだけであって、信仰の重要性については何ら言及していないように思われた。そして国中の信徒たちについても、洗礼を受けたとしても、形式的に聖餐を受けて暮らすだけでは、本当のキリスト者として生活しているとは言えないとハウゲたちは考えた。そこで、罪を悔い改めて自らの生き方を考え直すべきことを我々がキリスト者として実践し、その伝道をさらに広げていかなければならないと彼らは考え始めるようになった。
そして1796年になると、ハウゲは集会を開いて説教をするようになった。1796年以前は私的な範囲での活動におさまっていたが、この年を境に、ハウゲの公的な活動が開始したことを意味する。1796年から1804年にかけてハウゲは、ノルウェーの北から南まで、あらゆる村・町・都市で説教を繰り返し行った。彼の総移動距離は、15,000km以上と言われている。ハウゲは伝道旅行中、ほとんど徒歩で移動しており、また移動する際には、ほぼ走っていた。旅は過酷で、食料もあまり手元になく、道中に見つけた木々から樹皮を剥いで食べたりした。また寒さ対策のため、移動しながら毛糸で編み物をし、手袋や靴下も自作していたという。
また1796年、彼は著書2冊（『私の歩んできた道』、『神の知恵』）や小冊子を出版し、教会や牧師のあり方を批判するとともに、国民全員の回心を訴えた。その後も彼の執筆・出版活動は、死の直前まで断続的に続いた。

### 迫害の始まり
1796年以降、ハウゲの伝道により、リバイバルが成功していたが、それを苦々しく思ったデンマーク＝ノルウェー国のルーテル教会はハウゲの信徒伝道を認めず、「小集会に関する法律」などの法律をもとに、度重なる迫害を行った。ハウゲが初めて逮捕されたのは1797年のことで、最後に逮捕された1804年までの間に10回逮捕されている。特にオスロの県知事であったフリードリク・ユリアス・コース（コースは後に、コペンハーゲンの内閣議長まで務めた。）は、ハウゲへの迫害に力を注いでいた人物で、県知事時代から内閣議長時代まで一貫してハウゲ逮捕命令を出し続け、1754年成立の「放浪者に関する法律」を拡大解釈し、定職のない信徒説教者も放浪者とみなすなどして、ハウゲを苦しめた。
ハウゲを取り締まる法律は恣意的に解釈され続け、具体的な罰則事項もないものであったが、度重なる迫害の結果、ハウゲの生涯で最後となる1804年の逮捕をもって、彼は長い拘置所生活に入ることになった。拘置所での拘置期間は約7年、そしてその後、判決が下るまで農場での監視生活は約3年続いた。ハウゲは拘置中、判決も下っていないのに非人道的な扱いを受けたり、肉体労働を課されたりして、体力的にも精神的にも衰弱した。そして彼の財産は全て没収され、著書も全て回収された。さらに拘置の最初の2年間は、危険人物として完全に世間から隔離され、友人とも会えず、本を読むことも許されなかった。やがて読書を許されるようになっても、与えられるのは無神論の本や世俗的な本ばかりで、ハウゲを霊的に損なおうとする嫌がらせが行われた。また、ハウゲが拘置されている間に、彼の両親が相次いで亡くなっており、彼は悲しみのあまり絶望した。

### 晩年
1814年、最高裁で判決が下り、罰金刑で済まされると、ハウゲは自由の身となり、再び公的な活動に戻った。そして彼は1815年にアンドレア・ニフスと結婚し、ふたりの間に男の子一人が生まれた。しかし、間もなくニフスは他界した。ハウゲはその後、1817年にインゲボルグと再婚し、さらに3人の子供をもうけたが、幼いうちにこの3人の子供も亡くなった。ハウゲは、晩年も何度も悲劇に遭い、大いに嘆いた。
しかし、苦しみ・悲しみを乗り越え、彼はルーテル教会の正統的な教理を保ちつつ、救いの確信を強く信じて初志を貫徹し、「生きた信仰」について伝道した。ハウゲは1814年以降は旅に出ることもなく、執筆活動に専念したが、彼の伝道は彼と同じく信徒伝道を行う追随者たちを多く生み、彼らも脅迫に負けずに活動を推し進めた。その結果、デンマーク＝ノルウェーにおいて、ハウゲを中心とした霊的覚醒運動（ハウゲ運動）を興すことに成功した。

## 影響
また彼のリバイバル活動においては、商業・産業の振興も奨励する働きがあった。これはハウゲ自身が実業家として製紙工場や製粉工場を始めたことが大きく影響している。ハウゲは巡回信徒伝道者であるとはいえ、その信徒活動は違法なものであり、迫害者たちが彼を逮捕する際の口実として、彼を放浪者・浮浪者扱いにして投獄する危険があった。そこでその事態を避ける目的で、彼は定職を持つこととしたのであったが、商売においてもハウゲたちは正直かつ倹約であったため、大いに栄えた。ハウゲは自らの支持者たちにも産業振興を勧めており、このことがノルウェーの工業化にも大きく貢献している。

## 参考書籍
- マグヌス・ソルフス 著、多久和朱実 訳『信徒伝道者ハウゲの生涯』いのちのことば社、1994年。ISBN 4264014786。
- 立石靖夫 著『リバイバル人物伝』新生宣教団、1999年。ISBN 4882810883。